# لیسی (قبرس)
لیسی (ترکی استانبولی: Akdoğan) در ناحیه غازی ماغوسا کشور قبرس شمالی واقع شده‌است
.جمعیت این شهر در سال ۲۰۰۶ میلادی در حدود ۵۰۰۰ نفر تخمین زده شده‌است.